# Calomyscus hotsoni
Calomyscus hotsoni es una especie de roedor de la familia Calomyscidae. Puede ser encontrada en el sudeste del Irán y en el sudoeste de Pakistán.